# Wakamatsu Tea and Silk Farm Colony

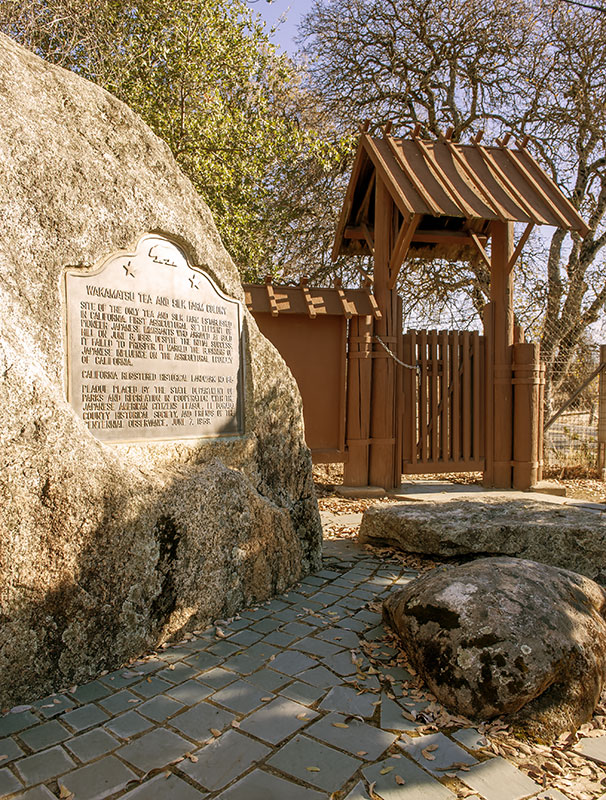
Wakamatsu Tea and Silk Farm Colony

De Wakamatsu Tea and Silk Farm Colony was een kolonie die bestond uit 22 samoerai die zich tijdens de Japanse Boshin-oorlog (1868–1869) in de Amerikaanse staat Californië hadden gevestigd. De Wakamatsu-kolonie was vermoedelijk de eerste Japanse nederzetting in Noord-Amerika en de enige samoeraikolonie buiten Japan.
Na een nederlaag tegen de troepen van de Japanse keizer werd de daimyō Matsudaira Katamori ter dood veroordeeld. Samen met zijn wapenhandelaar John Henry Schnell organiseerde hij vervoer naar Californië. Ze namen 21 andere samoeraifamilies, 50.000 moerbeibomen en 6 miljoen theeplantzaden mee. Nadat ze in 1869 in San Francisco waren aangekomen, kochten ze van de familie van Charles Graner land ten zuiden van Coloma. De kolonie boerde twee jaar goed – en produceerde voornamelijk zijderupsen en thee – maar werd opgedoekt in 1871. Katamori werd gratie verleend en keerde terug als shintopriester. Anderen bleven in Californië.
Van 1873 tot 2010 was de boerderij eigendom van de familie Veerkamp, die er vee hield. De familie Veerkamp hield het Japanse erfgoed in leven.
De oude boerderij is sinds 1966 erkend als California Historical Landmark en staat sinds 2009 op het National Register of Historic Places. De site is sinds 2010 eigendom van de American River Conservancy, een lokale natuurbeschermingsorganisatie. Wakamatsu is vrij en gegidst te bezoeken.